# Oxyanthus ugandensis
Oxyanthus ugandensis är en måreväxtart som beskrevs av Diane Mary Bridson. Oxyanthus ugandensis ingår i släktet Oxyanthus och familjen måreväxter. Inga underarter finns listade i Catalogue of Life.